# Llista de monuments de la Noguera
Llista de monuments de la Noguera inclosos en l'Inventari del Patrimoni Arquitectònic Català per la comarca de la Noguera. Inclou els inscrits en el Registre de Béns Culturals d'Interès Nacional (BCIN) amb la classificació de monuments o conjunts històrics, els Béns Culturals d'Interès Local (BCIL) de caràcter immoble i la resta de béns arquitectònics integrants del patrimoni cultural català.

## Àger
Vegeu la llista de monuments d'Àger

## Albesa
| Monument                                             | Protecció      | Estil/època              | Localització                        | Coordenades                                          | Codi?         | Imatge |
| ---------------------------------------------------- | -------------- | ------------------------ | ----------------------------------- | ---------------------------------------------------- | ------------- | --- |
| Església parroquial de l'Assumpció                   | BCIN 260-MH-EN | Neoclassicisme XVIII     | Albesa Pl. Major                    | 41° 45′ 04″ N, 0° 39′ 38″ E / 41.751166°N,0.660519°E | IPA-286       | Església parroquial de l'Assumpció (Albesa) · Vegeu més fotos d'aquest monument · Carregueu una nova foto d'aquest monument |
| Castell d'Albesa                                     | BCIN 730-MH    | Medieval                 | Albesa                              | 41° 45′ 09″ N, 0° 39′ 43″ E / 41.752543°N,0.661877°E | RI-51-0006215 | Carregueu una nova foto d'aquest monument                                                                                   |
| Capella de Sant Roc del cementiri municipal d'Albesa |                | Obra popular XVIII, XIX  | Albesa Fosar d'Albesa               | 41° 45′ 32″ N, 0° 39′ 37″ E / 41.759016°N,0.660354°E | IPA-21945     | Carregueu una nova foto d'aquest monument                                                                                   |
| Creu de terme                                        |                | Gòtic XV                 | Albesa                              | 41° 45′ 07″ N, 0° 39′ 28″ E / 41.752019°N,0.657761°E | IPA-21946     | Creu de terme (Albesa) · Vegeu més fotos d'aquest monument · Carregueu una nova foto d'aquest monument                      |
| Habitatge a la plaça Major i carrer Costa            |                | Obra popular XVIII-XIX   | Albesa Pl. Major - c. Costa         | 41° 45′ 05″ N, 0° 39′ 38″ E / 41.751352°N,0.660608°E | IPA-21948     | Carregueu una nova foto d'aquest monument                                                                                   |
| Edifici al carrer del Forn, 8                        |                | Obra popular XVI-XVII    | Albesa C. del Forn, 8               | 41° 45′ 06″ N, 0° 39′ 38″ E / 41.751650°N,0.660664°E | IPA-21949     | Carregueu una nova foto d'aquest monument                                                                                   |
| Edifici al carrer Felip Rodés, 2                     |                | Obra popular XVIII Final | Albesa C. de Felip Rodés, 2         | 41° 45′ 05″ N, 0° 39′ 34″ E / 41.751414°N,0.659415°E | IPA-21950     | Carregueu una nova foto d'aquest monument                                                                                   |
| Pont d'Albesa                                        |                | Obra popular XIV, XX     | Albesa Sobre la Noguera Ribagorçana | 41° 44′ 39″ N, 0° 38′ 57″ E / 41.744029°N,0.649206°E | IPA-36934     | Carregueu una nova foto d'aquest monument                                                                                   |
| Camporrells                                          |                |                          | Albesa                              | 41° 43′ 42″ N, 0° 40′ 24″ E / 41.728290°N,0.673212°E | IPA-46400     | Carregueu una nova foto d'aquest monument                                                                                   |

## Algerri
| Monument                                                                  | Protecció       | Estil/època                        | Localització                          | Coordenades                                          | Codi?         | Imatge |
| ------------------------------------------------------------------------- | --------------- | ---------------------------------- | ------------------------------------- | ---------------------------------------------------- | ------------- | --- |
| Castell d'Algerri                                                         | BCIN 464-MH     | Gòtic XII-XVI                      | Algerri Tossal que domina el nucli    | 41° 49′ 04″ N, 0° 38′ 15″ E / 41.817785°N,0.637396°E | RI-51-0006223 | Castell d'Algerri · Vegeu més fotos d'aquest monument · Carregueu una nova foto d'aquest monument                                                 |
| Castell de la Figuera, o Torre de la Figuera                              | BCIN 4127-MH-ZA | XII                                | Algerri La Figuera                    | 41° 50′ 31″ N, 0° 39′ 53″ E / 41.841928°N,0.664678°E | IPA-30882     | Castell de la Figuera (Algerri) · Vegeu més fotos d'aquest monument · Carregueu una nova foto d'aquest monument                                   |
| Església parroquial de la Purificació de la Mare de Déu, o de Santa Maria | BCIL 2019       | Barroc XVIII-XIX, XX               | Algerri Pl. de l'Església, 1          | 41° 48′ 58″ N, 0° 38′ 17″ E / 41.816048°N,0.638162°E | IPA-21952     | Església parroquial de la Purificació de la Mare de Déu (Algerri) · Vegeu més fotos d'aquest monument · Carregueu una nova foto d'aquest monument |
| Església de Sant Josep de la Figuera, o Sant Antoni Abat, Sant Urbà       | BCIL 2005       | Romànic XI-XII, XVIII              | Algerri Pl. de l'Església, la Figuera | 41° 50′ 32″ N, 0° 39′ 53″ E / 41.842110°N,0.664736°E | IPA-21954     | Església de Sant Josep de la Figuera (Algerri) · Vegeu més fotos d'aquest monument · Carregueu una nova foto d'aquest monument                    |
| Ermita de Sant Blai                                                       |                 | Obra popular XX                    | Algerri Camí de Sant Blai             | 41° 48′ 49″ N, 0° 38′ 11″ E / 41.813609°N,0.636382°E | IPA-21955     | Ermita de Sant Blai (Algerri) · Vegeu més fotos d'aquest monument · Carregueu una nova foto d'aquest monument                                     |
| Capella de Sant Pere Màrtir                                               |                 | Obra popular XVIII                 | Algerri C. Avinguda                   |                                                      | IPA-21956     | Carregueu una nova foto d'aquest monument |
| Trullets                                                                  | BCIL 2005       | Obra popular                       | Algerri                               | 41° 49′ 09″ N, 0° 38′ 23″ E / 41.819195°N,0.639668°E | IPA-30470     | Trullets (Algerri) · Vegeu més fotos d'aquest monument · Carregueu una nova foto d'aquest monument                                                |
| Creu de terme d'Algerri                                                   |                 | Obra popular XVII                  | Algerri C. del Portal, 12, Algerri    | 41° 48′ 54″ N, 0° 38′ 18″ E / 41.815108°N,0.638235°E | IPA-30879     | Creu de terme (Algerri) · Vegeu més fotos d'aquest monument · Carregueu una nova foto d'aquest monument                                           |
| Font de Baix                                                              | BCIL 2005       | Historicisme XVIII                 | Algerri C. de la Font                 | 41° 48′ 55″ N, 0° 38′ 20″ E / 41.81517°N,0.63901°E   | IPA-30880     | Font de Baix (Algerri) · Vegeu més fotos d'aquest monument · Carregueu una nova foto d'aquest monument                                            |
| Casa Escolà                                                               |                 | Neoclassicisme, obra popular XVIII | Algerri C. Carnisseria, 3             | 41° 48′ 56″ N, 0° 38′ 18″ E / 41.815507°N,0.638410°E | IPA-30883     | Carregueu una nova foto d'aquest monument |
| Pont d'Algerri                                                            |                 | Obra popular                       | Algerri                               | 41° 48′ 47″ N, 0° 38′ 28″ E / 41.813058°N,0.641110°E | IPA-36935     | Carregueu una nova foto d'aquest monument |

## Alòs de Balaguer
| Monument                                                                     | Protecció   | Estil/època                        | Localització                                         | Coordenades                                          | Codi?         | Imatge |
| ---------------------------------------------------------------------------- | ----------- | ---------------------------------- | ---------------------------------------------------- | ---------------------------------------------------- | ------------- | --- |
| Castell d'Alòs, o Castell de la Mare de Déu                                  | BCIN 465-MH | Romànic, gòtic X-XIII, XIV-XV      | Alòs de Balaguer                                     | 41° 54′ 51″ N, 0° 57′ 20″ E / 41.914296°N,0.955495°E | RI-51-0006231 | Castell d'Alòs (Alòs de Balaguer) · Vegeu més fotos d'aquest monument · Carregueu una nova foto d'aquest monument                    |
| Església parroquial de Sant Feliu                                            |             | Romànic, barroc XI-XII, XIII-XVIII | Alòs de Balaguer Pl. de l'Església, 7                | 41° 54′ 43″ N, 0° 57′ 40″ E / 41.911842°N,0.961055°E | IPA-21959     | Església parroquial de Sant Feliu (Alòs de Balaguer) · Vegeu més fotos d'aquest monument · Carregueu una nova foto d'aquest monument |
| Barri de la Ferreria                                                         |             | Obra popular XIII, XVIII-XIX, XX   | Alòs de Balaguer                                     | 41° 54′ 44″ N, 0° 57′ 37″ E / 41.912254°N,0.960397°E | IPA-21961     | Barri de la Ferreria (Alòs de Balaguer) · Vegeu més fotos d'aquest monument · Carregueu una nova foto d'aquest monument              |
| Capella de Sant Miquel d'Alòs                                                |             | Romànic XI-XII                     | Alòs de Balaguer Afores del poble                    | 41° 54′ 52″ N, 0° 57′ 42″ E / 41.914440°N,0.961775°E | IPA-21962     | Capella de Sant Miquel d'Alòs (Alòs de Balaguer) · Vegeu més fotos d'aquest monument · Carregueu una nova foto d'aquest monument     |
| Església de Sant Martí de la Nou (Alòs de Balaguer), o Santa Maria de la Nou |             | Romànic XII                        | Alòs de Balaguer                                     | 41° 56′ 10″ N, 0° 55′ 28″ E / 41.936099°N,0.924489°E | IPA-34621     | Església de San Martí de la Nou (Alòs de Balaguer) · Vegeu més fotos d'aquest monument · Carregueu una nova foto d'aquest monument   |
| Ermita de Sant Mamet                                                         |             | Obra popular XVII-XVIII            | Alòs de Balaguer Al cim de la muntanya de Sant Mamet | 41° 58′ 40″ N, 0° 56′ 29″ E / 41.977766°N,0.941338°E | IPA-34622     | Ermita de Sant Mamet (Alòs de Balaguer) · Vegeu més fotos d'aquest monument · Carregueu una nova foto d'aquest monument              |
| Pont d'Alòs de Balaguer                                                      |             | Obra popular Medieval, XX          | Alòs de Balaguer Sobre el Segre                      | 41° 54′ 43″ N, 0° 56′ 44″ E / 41.911968°N,0.945554°E | IPA-36937     | Pont d'Alòs de Balaguer · Vegeu més fotos d'aquest monument · Carregueu una nova foto d'aquest monument                              |
| Safareig d'Alòs de Balaguer                                                  |             | Obra popular                       | Alòs de Balaguer                                     | 41° 54′ 43″ N, 0° 57′ 41″ E / 41.911821°N,0.961406°E | IPA-40098     | Safareig d'Alòs de Balaguer · Vegeu més fotos d'aquest monument · Carregueu una nova foto d'aquest monument                          |

## Artesa de Segre
Vegeu la llista de monuments d'Artesa de Segre

## Les Avellanes i Santa Linya
Vegeu la llista de monuments de les Avellanes i Santa Linya.

## Balaguer
Vegeu la llista de monuments de Balaguer

## La Baronia de Rialb
Vegeu la llista de monuments de la Baronia de Rialb

## Bellcaire d'Urgell
| Monument                           | Protecció | Estil/època                     | Localització                                  | Coordenades                                          | Codi?     | Imatge |
| ---------------------------------- | --------- | ------------------------------- | --------------------------------------------- | ---------------------------------------------------- | --------- | --- |
| Església parroquial de Santa Maria |           | Barroc, neoclassicisme XVIII-XX | Bellcaire d'Urgell Pl. Major                  | 41° 45′ 33″ N, 0° 54′ 22″ E / 41.759207°N,0.906082°E | IPA-22138 | Església parroquial de Santa Maria (Bellcaire d'Urgell) · Vegeu més fotos d'aquest monument · Carregueu una nova foto d'aquest monument |
| Ajuntament i font                  |           | Barroc, obra popular XVIII-XX   | Bellcaire d'Urgell Pl. Major, 1               | 41° 45′ 34″ N, 0° 54′ 22″ E / 41.759433°N,0.906000°E | IPA-22139 | Ajuntament i font (Bellcaire d'Urgell) · Vegeu més fotos d'aquest monument · Carregueu una nova foto d'aquest monument                  |
| Casa senyorial                     |           | Obra popular XVI-XVII, XX       | Bellcaire d'Urgell C. Major, 23               | 41° 45′ 33″ N, 0° 54′ 19″ E / 41.759131°N,0.905155°E | IPA-22140 | Casa senyorial (Bellcaire d'Urgell) · Vegeu més fotos d'aquest monument · Carregueu una nova foto d'aquest monument                     |
| Plaça i carrer Major               |           | XVI-XX                          | Bellcaire d'Urgell C. Major                   | 41° 45′ 33″ N, 0° 54′ 21″ E / 41.759294°N,0.905878°E | IPA-22141 | Plaça i carrer Major (Bellcaire d'Urgell) · Vegeu més fotos d'aquest monument · Carregueu una nova foto d'aquest monument               |
| Creu de terme                      |           | Gòtic tardà XVI                 | Bellcaire d'Urgell C. Pompeu Fabra, Bellcaire | 41° 45′ 28″ N, 0° 54′ 25″ E / 41.757839°N,0.906929°E | IPA-22142 | Creu de terme (Bellcaire d'Urgell) · Vegeu més fotos d'aquest monument · Carregueu una nova foto d'aquest monument                      |
| Església de Sant Pere de Pedrís    |           | Obra popular XX                 | Bellcaire d'Urgell Pedrís                     | 41° 45′ 56″ N, 0° 51′ 43″ E / 41.765524°N,0.862017°E | IPA-22144 | Església de Sant Pere de Pedrís (Bellcaire d'Urgell) · Vegeu més fotos d'aquest monument · Carregueu una nova foto d'aquest monument    |

## Bellmunt d'Urgell
| Monument               | Protecció      | Estil/època           | Localització               | Coordenades                                          | Codi?   | Imatge |
| ---------------------- | -------------- | --------------------- | -------------------------- | ---------------------------------------------------- | ------- | --- |
| Església de Sant Josep | BCIN 304-MH-EN | Gòtic-renaixement XVI | Bellmunt d'Urgell C. Major | 41° 46′ 28″ N, 0° 57′ 08″ E / 41.774422°N,0.952203°E | IPA-339 | Església de Sant Josep (Bellmunt d'Urgell) · Vegeu més fotos d'aquest monument · Carregueu una nova foto d'aquest monument |

## Cabanabona
| Monument                                        | Protecció   | Estil/època        | Localització         | Coordenades                                          | Codi?         | Imatge |
| ----------------------------------------------- | ----------- | ------------------ | -------------------- | ---------------------------------------------------- | ------------- | --- |
| Torre de Vilamajor                              | BCIN 560-MH | Romànic XI         | Cabanabona           | 41° 50′ 16″ N, 1° 13′ 09″ E / 41.837794°N,1.219254°E | RI-51-0006287 | Torre de Vilamajor (Cabanabona) · Vegeu més fotos d'aquest monument · Carregueu una nova foto d'aquest monument                              |
| Església parroquial de Sant Joan Baptista       |             | Barroc XVII-XVIII  | Cabanabona           | 41° 51′ 04″ N, 1° 12′ 54″ E / 41.850983°N,1.214960°E | IPA-22148     | Església parroquial de Sant Joan Baptista (Cabanabona) · Vegeu més fotos d'aquest monument · Carregueu una nova foto d'aquest monument       |
| Ermita de Sant Pol o Apol·linar                 |             | Obra popular XVIII | Cabanabona           | 41° 50′ 20″ N, 1° 11′ 33″ E / 41.838852°N,1.192408°E | IPA-22149     | Ermita de Sant Pol (Cabanabona) · Vegeu més fotos d'aquest monument · Carregueu una nova foto d'aquest monument                              |
| Casa del segle xviii                            |             |                    | Cabanabona           | 41° 51′ 06″ N, 1° 13′ 02″ E / 41.851757°N,1.217089°E | IPA-41358     | Casa del segle XVIII (Cabanabona) · Vegeu més fotos d'aquest monument · Carregueu una nova foto d'aquest monument                            |
| Església parroquial de Santa Maria de Vilamajor |             | Romànic XI         | Cabanabona Vilamajor | 41° 50′ 16″ N, 1° 13′ 11″ E / 41.837879°N,1.219780°E | IPA-22151     | Església parroquial de Santa Maria de Vilamajor (Cabanabona) · Vegeu més fotos d'aquest monument · Carregueu una nova foto d'aquest monument |

## Camarasa
Vegeu la llista de monuments de Camarasa

## Castelló de Farfanya
| Monument                                                       | Protecció   | Estil/època                                             | Localització                                          | Coordenades                                          | Codi?         | Imatge |
| -------------------------------------------------------------- | ----------- | ------------------------------------------------------- | ----------------------------------------------------- | ---------------------------------------------------- | ------------- | --- |
| Castell de Castelló de Farfanya                                | BCIN 321-MH | XI-XIV                                                  | Castelló de Farfanya                                  | 41° 49′ 17″ N, 0° 43′ 33″ E / 41.821367°N,0.725767°E | RI-51-0006300 | Castell de Castelló de Farfanya · Vegeu més fotos d'aquest monument · Carregueu una nova foto d'aquest monument                                                       |
| Murs, portal i arc del carrer Torrent                          | BCIN 658-MH | Gòtic XV                                                | Castelló de Farfanya C. Sant Domènec - c. Costa       | 41° 49′ 18″ N, 0° 43′ 39″ E / 41.821697°N,0.727635°E | RI-51-0006301 | Murs i portal (Castelló de Farfanya) · Vegeu més fotos d'aquest monument · Carregueu una nova foto d'aquest monument                                                  |
| Església de Sant Miquel de Castelló de Farfanya                |             | Romànic, gòtic, barroc XII, XVIII                       | Castelló de Farfanya Pl. Major                        | 41° 49′ 14″ N, 0° 43′ 39″ E / 41.820542°N,0.727636°E | IPA-362       | Església de Sant Miquel de Castelló de Farfanya · Vegeu més fotos d'aquest monument · Carregueu una nova foto d'aquest monument                                       |
| Plaça Major, o Sant Miquel, i plaça de la Font                 |             | Romànic, gòtic, barroc, obra popular Medieval-XXI       | Castelló de Farfanya Pl. Major                        | 41° 49′ 13″ N, 0° 43′ 39″ E / 41.820401°N,0.727581°E | IPA-365       | Plaça Major i plaça de la Font (Castelló de Farfanya) · Vegeu més fotos d'aquest monument · Carregueu una nova foto d'aquest monument                                 |
| Carrers del Pont, Torrent i Santa Maria                        |             | Obra popular XV                                         | Castelló de Farfanya                                  | 41° 49′ 14″ N, 0° 43′ 43″ E / 41.820554°N,0.728725°E | IPA-22192     | Carregueu una nova foto d'aquest monument |
| Font pública                                                   |             | Barroc XVIII                                            | Castelló de Farfanya Pl. de la Font                   | 41° 49′ 15″ N, 0° 43′ 39″ E / 41.820791°N,0.727624°E | IPA-22193     | Font pública (Castelló de Farfanya) · Vegeu més fotos d'aquest monument · Carregueu una nova foto d'aquest monument                                                   |
| Ajuntament de Castelló de Farfanya                             |             | Historicisme XIX                                        | Castelló de Farfanya Pl. Major, 1                     | 41° 49′ 14″ N, 0° 43′ 39″ E / 41.820512°N,0.727382°E | IPA-22195     | Ajuntament de Castelló de Farfanya · Vegeu més fotos d'aquest monument · Carregueu una nova foto d'aquest monument                                                    |
| Casa pairal dels Vila                                          |             | Renaixement XVI-XVII                                    | Castelló de Farfanya Pl. Major, 4                     | 41° 49′ 13″ N, 0° 43′ 38″ E / 41.820245°N,0.727301°E | IPA-22196     | Casa pairal dels Vila (Castelló de Farfanya) · Vegeu més fotos d'aquest monument · Carregueu una nova foto d'aquest monument                                          |
| Casa al carrer Sant Domènec, 1                                 |             | Neoclassicisme XVIII-XIX                                | Castelló de Farfanya C. Sant Domènec, 1               | 41° 49′ 14″ N, 0° 43′ 41″ E / 41.820638°N,0.728087°E | IPA-22197     | Casa al carrer Sant Domènec, 1 (Castelló de Farfanya) · Vegeu més fotos d'aquest monument · Carregueu una nova foto d'aquest monument                                 |
| Pont sobre el Farfanya, o Pont a Castelló de Farfanya          |             | Gòtic XIII-XIV                                          | Castelló de Farfanya Al final del carrer del Pont     | 41° 49′ 14″ N, 0° 43′ 44″ E / 41.820684°N,0.729013°E | IPA-22198     | Pont sobre el Farfanya (Castelló de Farfanya) · Vegeu més fotos d'aquest monument · Carregueu una nova foto d'aquest monument                                         |
| Habitatge al carrer Sant Antoni, 26                            |             | Obra popular XVII                                       | Castelló de Farfanya C. St. Antoni 26                 | 41° 49′ 12″ N, 0° 43′ 41″ E / 41.819917°N,0.728152°E | IPA-22200     | Habitatge al carrer Sant Antoni, 26 (Castelló de Farfanya) · Vegeu més fotos d'aquest monument · Carregueu una nova foto d'aquest monument                            |
| Habitatge al carrer Sant Domènec, 7                            |             | Renaixement, obra popular XVIII                         | Castelló de Farfanya C. Sant Domènec, 7               | 41° 49′ 15″ N, 0° 43′ 41″ E / 41.820698°N,0.728140°E | IPA-22201     | Habitatge al carrer Sant Domènec, 7 (Castelló de Farfanya) · Vegeu més fotos d'aquest monument · Carregueu una nova foto d'aquest monument                            |
| Porta casa senyorial                                           |             | Barroc XVII-XVIII                                       | Castelló de Farfanya C. Sant Antoni, 7 (desaparescuda | 41° 49′ 13″ N, 0° 43′ 42″ E / 41.820366°N,0.728431°E | IPA-22202     | Porta casa senyorial (Castelló de Farfanya) · Vegeu més fotos d'aquest monument · Carregueu una nova foto d'aquest monument                                           |
| Habitatge al carrer Torrent, 4                                 |             | Obra popular XVII                                       | Castelló de Farfanya C. Torrent, 4                    | 41° 49′ 13″ N, 0° 43′ 41″ E / 41.820293°N,0.727925°E | IPA-22204     | Habitatge al carrer Torrent, 4 (Castelló de Farfanya) · Vegeu més fotos d'aquest monument · Carregueu una nova foto d'aquest monument                                 |
| Mas de la Torreta                                              |             | Obra popular XVIII                                      | Castelló de Farfanya La Torreta                       | 41° 47′ 11″ N, 0° 43′ 43″ E / 41.786493°N,0.728523°E | IPA-22190     | Carregueu una nova foto d'aquest monument |
| Escut del Conestable de Navarra sobre el portal de Santa Maria |             | Renaixement XVI                                         | Castelló de Farfanya C. Raval, 8                      | 41° 49′ 12″ N, 0° 43′ 44″ E / 41.820020°N,0.728919°E | IPA-30897     | Escut del Conestable de Navarra sobre el portal de Santa Maria (Castelló de Farfanya) · Vegeu més fotos d'aquest monument · Carregueu una nova foto d'aquest monument |
| Casa dels Ducs d'Alba                                          |             | Obra popular, renaixement, darreres tendències XVII, XX | Castelló de Farfanya Pl. Major, 11                    | 41° 49′ 14″ N, 0° 43′ 40″ E / 41.820464°N,0.727904°E | IPA-30898     | Casa dels Ducs d'Alba (Castelló de Farfanya) · Vegeu més fotos d'aquest monument · Carregueu una nova foto d'aquest monument                                          |

## Cubells
| Monument                                       | Protecció      | Estil/època                | Localització                            | Coordenades                                          | Codi?         | Imatge |
| ---------------------------------------------- | -------------- | -------------------------- | --------------------------------------- | ---------------------------------------------------- | ------------- | --- |
| Església de Santa Maria del Castell de Cubells | BCIN 115-MH-EN | Romànic XIII               | Cubells Pl. del Castell                 | 41° 51′ 05″ N, 0° 57′ 31″ E / 41.851510°N,0.958667°E | RI-51-0005086 | Església de Santa Maria del Castell de Cubells · Vegeu més fotos d'aquest monument · Carregueu una nova foto d'aquest monument         |
| Castell de Cubells                             | BCIN 1261-MH   |                            | Cubells                                 | 41° 51′ 06″ N, 0° 57′ 30″ E / 41.851773°N,0.958465°E | RI-51-0006317 | Castell de Cubells · Vegeu més fotos d'aquest monument · Carregueu una nova foto d'aquest monument                                     |
| Església parroquial de Sant Pere               |                | Romànic XIII-XIV, XVIII-XX | Cubells Sant Pere                       | 41° 51′ 05″ N, 0° 57′ 35″ E / 41.851291°N,0.959782°E | IPA-22207     | Església parroquial de Sant Pere (Cubells) · Vegeu més fotos d'aquest monument · Carregueu una nova foto d'aquest monument             |
| Església de Sant Miquel                        |                | Romànic XIII-XIV, XVIII    | Cubells Pl. Sant Miquel                 | 41° 51′ 02″ N, 0° 57′ 37″ E / 41.850595°N,0.960400°E | IPA-22211     | Església de Sant Miquel (Cubells) · Vegeu més fotos d'aquest monument · Carregueu una nova foto d'aquest monument                      |
| Cal Ponset                                     |                | Obra popular XVIII Final   | Cubells C. la Figuera, 46               | 41° 51′ 05″ N, 0° 57′ 27″ E / 41.851459°N,0.957635°E | IPA-22213     | Cal Ponset (Cubells) · Vegeu més fotos d'aquest monument · Carregueu una nova foto d'aquest monument                                   |
| Molí de Tafalla                                |                | Obra popular XVIII-XX      | Cubells Dreta del riu Sió               | 41° 48′ 12″ N, 0° 55′ 54″ E / 41.803405°N,0.931597°E | IPA-37096     | Molí de Tafalla (Cubells) · Vegeu més fotos d'aquest monument · Carregueu una nova foto d'aquest monument                              |
| Sant Bartomeu de Pugis                         |                | Romànic XII-XIII           | Cubells                                 | 41° 48′ 55″ N, 0° 56′ 05″ E / 41.815403°N,0.934823°E | IPA-41363     | Sant Bartomeu de Pugis (Cubells) · Vegeu més fotos d'aquest monument · Carregueu una nova foto d'aquest monument                       |
| Església de Sant Salvador de Torre de Fluvià   |                | Obra popular XVIII (1706)  | Cubells C. del Castell, Torre de Fluvià | 41° 50′ 27″ N, 0° 59′ 20″ E / 41.840944°N,0.988944°E | IPA-22215     | Església de Sant Sebastià de Torre de Fluvià (Cubells) · Vegeu més fotos d'aquest monument · Carregueu una nova foto d'aquest monument |

## Foradada
Vegeu la llista de monuments de Foradada

## Ivars de Noguera
| Monument                                                                         | Protecció   | Estil/època                                | Localització          | Coordenades                                          | Codi?     | Imatge |
| -------------------------------------------------------------------------------- | ----------- | ------------------------------------------ | --------------------- | ---------------------------------------------------- | --------- | --- |
| Castell d'Ivars, o Castell d'Alfarràs                                            | BCIN 806-MH | Medieval                                   | Ivars de Noguera      | 41° 49′ 50″ N, 0° 34′ 46″ E / 41.830526°N,0.579575°E | IPA-39996 | Carregueu una nova foto d'aquest monument |
| Església de la Concepció de Maria i Sant Sebastià, o Església parroquial d'Ivars | BCIL 2006   | Romànic, gòtic, barroc XII-XIII, XVIII-XIX | Ivars de Noguera      | 41° 51′ 01″ N, 0° 35′ 09″ E / 41.850329°N,0.585846°E | IPA-22240 | Església de la Concepció de Maria i Sant Sebastià (Ivars de Noguera) · Vegeu més fotos d'aquest monument · Carregueu una nova foto d'aquest monument |
| La Seroneta                                                                      | BCIL 2006   |                                            | Ivars de Noguera      | 41° 50′ 48″ N, 0° 35′ 07″ E / 41.846721°N,0.585139°E | IPA-36842 | La Seroneta (Ivars de Noguera) · Vegeu més fotos d'aquest monument · Carregueu una nova foto d'aquest monument                                       |
| Ermita de Sant Sebastià                                                          | BCIL 2006   | Obra popular                               | Ivars de Noguera      | 41° 49′ 50″ N, 0° 34′ 48″ E / 41.830644°N,0.579933°E | IPA-36845 | Carregueu una nova foto d'aquest monument |
| Sant Julià de Boix                                                               | BCIL 2006   | Romànic XIII                               | Ivars de Noguera Boix | 41° 53′ 38″ N, 0° 36′ 27″ E / 41.893800°N,0.607404°E | IPA-30949 | Sant Julià de Boix (Ivars de Noguera) · Vegeu més fotos d'aquest monument · Carregueu una nova foto d'aquest monument                                |

## Menàrguens
| Monument                           | Protecció    | Estil/època                    | Localització                                  | Coordenades                                          | Codi?         | Imatge |
| ---------------------------------- | ------------ | ------------------------------ | --------------------------------------------- | ---------------------------------------------------- | ------------- | --- |
| Castell de Menàrguens              | BCIN 1041-MH | Obra popular Medieval          | Menàrguens                                    | 41° 43′ 50″ N, 0° 44′ 36″ E / 41.730491°N,0.743196°E | RI-51-0006389 | Castell de Menàrguens · Vegeu més fotos d'aquest monument · Carregueu una nova foto d'aquest monument                           |
| Església parroquial de Sant Vicenç | BCIL 2004    | Gòtic XV, XX                   | Menàrguens Plaça de l'Església                | 41° 43′ 47″ N, 0° 44′ 36″ E / 41.729728°N,0.743419°E | IPA-22242     | Església parroquial de Sant Vicenç (Menàrguens) · Vegeu més fotos d'aquest monument · Carregueu una nova foto d'aquest monument |
| Ajuntament de Menàrguens           |              | Obra popular XV, XIX-XX        | Menàrguens C. Major                           | 41° 43′ 46″ N, 0° 44′ 36″ E / 41.729474°N,0.743236°E | IPA-22243     | Ajuntament de Menàrguens · Vegeu més fotos d'aquest monument · Carregueu una nova foto d'aquest monument                        |
| Escola Pública                     |              | Obra popular XX Mitjan         | Menàrguens                                    | 41° 43′ 46″ N, 0° 44′ 32″ E / 41.729428°N,0.742167°E | IPA-22244     | Escola Pública (Menàrguens) · Vegeu més fotos d'aquest monument · Carregueu una nova foto d'aquest monument                     |
| Plaça de l'Església                |              | Obra popular XV-XX             | Menàrguens Pl. de l'Església                  | 41° 43′ 47″ N, 0° 44′ 35″ E / 41.729807°N,0.743188°E | IPA-22245     | Plaça de l'Església (Menàrguens) · Vegeu més fotos d'aquest monument · Carregueu una nova foto d'aquest monument                |
| La Sucrera del Segre               | BCIL 2008    | Noucentisme XX Inici           | Menàrguens Ctra. de Termens                   | 41° 43′ 19″ N, 0° 45′ 04″ E / 41.721838°N,0.751125°E | IPA-22246     | La Sucrera del Segre (Menàrguens) · Vegeu més fotos d'aquest monument · Carregueu una nova foto d'aquest monument               |
| Antiga caserna de la Guàrdia Civil |              | Noucentisme XX                 | Menàrguens Ctra. de Termens                   | 41° 43′ 24″ N, 0° 45′ 00″ E / 41.723417°N,0.750015°E | IPA-22248     | Antiga caserna de la Guàrdia Civil (Menàrguens) · Vegeu més fotos d'aquest monument · Carregueu una nova foto d'aquest monument |
| Estació de Carrilet                |              | Noucentisme XX                 | Menàrguens Ctra. de Termens                   | 41° 43′ 23″ N, 0° 45′ 03″ E / 41.723007°N,0.750968°E | IPA-22249     | Estació de Carrilet (Menàrguens) · Vegeu més fotos d'aquest monument · Carregueu una nova foto d'aquest monument                |
| Ermita de la Santa Creu            |              | Obra popular XVIII-XIX         | Menàrguens Ctra. d'Albesa                     | 41° 44′ 08″ N, 0° 43′ 17″ E / 41.735525°N,0.721276°E | IPA-22250     | Ermita de la Santa Creu (Menàrguens) · Vegeu més fotos d'aquest monument · Carregueu una nova foto d'aquest monument            |
| Església de Sant Pere              |              | Historicisme, obra popular XIX | Menàrguens Carrer de Sant Pere, 6, Menàrguens | 41° 43′ 44″ N, 0° 44′ 33″ E / 41.728785°N,0.742549°E | IPA-22251     | Església de Sant Pere (Menàrguens) · Vegeu més fotos d'aquest monument · Carregueu una nova foto d'aquest monument              |
| Pont de Menàrguens                 |              | Obra popular                   | Menàrguens Sobre el riu Farfanya              | 41° 44′ 16″ N, 0° 45′ 09″ E / 41.737653°N,0.752597°E | IPA-36938     | Carregueu una nova foto d'aquest monument                                                                                       |

## Montgai
| Monument                                              | Protecció    | Estil/època                 | Localització                                                                | Coordenades                                          | Codi?         | Imatge |
| ----------------------------------------------------- | ------------ | --------------------------- | --------------------------------------------------------------------------- | ---------------------------------------------------- | ------------- | --- |
| Castell de Montgai                                    | BCIN 1084-MH | Romànic IX-X                | Montgai                                                                     | 41° 48′ 03″ N, 0° 57′ 42″ E / 41.800866°N,0.961644°E | RI-51-0006396 | Castell de Montgai · Vegeu més fotos d'aquest monument · Carregueu una nova foto d'aquest monument                                              |
| Església de la Mare de Déu de l'Assumpció             | BCIL 2005    | Barroc XVIII-XIX            | Montgai Pl. de l'Església                                                   | 41° 48′ 01″ N, 0° 57′ 42″ E / 41.800248°N,0.961589°E | IPA-22253     | Església de la Mare de Déu de l'Assumpció (Montgai) · Vegeu més fotos d'aquest monument · Carregueu una nova foto d'aquest monument             |
| Porta al final del carrer de l'Església               |              | Obra popular XII-XIV        | Montgai C. de l'Església, 2                                                 | 41° 48′ 00″ N, 0° 57′ 40″ E / 41.800002°N,0.961196°E | IPA-22254     | Porta al final del carrer de l'Església (Montgai) · Vegeu més fotos d'aquest monument · Carregueu una nova foto d'aquest monument               |
| Palau dels Camarasa                                   |              | Obra popular XVIII          | Montgai Pl. Prat de la Riba, 15                                             | 41° 48′ 00″ N, 0° 57′ 39″ E / 41.800018°N,0.960928°E | IPA-22255     | Palau dels Camarasa (Montgai) · Vegeu més fotos d'aquest monument · Carregueu una nova foto d'aquest monument                                   |
| Església de la Mare de Déu de l'Assumpció de Butsènit | BCIL 2005    | Barroc XVIII                | Montgai Pl. de l'Església, Butsènit                                         | 41° 48′ 01″ N, 0° 59′ 37″ E / 41.800246°N,0.993581°E | IPA-22257     | Església de la Mare de Déu de l'Assumpció de Butsènit (Montgai) · Vegeu més fotos d'aquest monument · Carregueu una nova foto d'aquest monument |
| Molí de Butsènit                                      |              | Obra popular XVIII-XX       | Montgai Dreta del riu Sió, a l'entrada del poble                            |                                                      | IPA-37097     | Carregueu una nova foto d'aquest monument |
| Pont vell de Montgai                                  | BCIL 2011    | XV                          | Montgai                                                                     |                                                      | IPA-40253     | Carregueu una nova foto d'aquest monument |
| Portal i muralla de Butsènit                          |              | Romànic, obra popular IX-XI | Montgai Pl. dels Boixadors - c. Major - c. Buenos Aires - pl. de l'Església | 41° 48′ 01″ N, 0° 59′ 37″ E / 41.800247°N,0.993581°E | IPA-41365     | Carregueu una nova foto d'aquest monument |

## Oliola
| Monument | Protecció    | Estil/època                         | Localització                                          | Coordenades                                          | Codi?         | Imatge |
| --- | ------------ | ----------------------------------- | ----------------------------------------------------- | ---------------------------------------------------- | ------------- | --- |
| Castell d'Oliola | BCIN 1131-MH | Medieval                            | Oliola                                                | 41° 52′ 35″ N, 1° 10′ 24″ E / 41.876303°N,1.173231°E | RI-51-0006408 | Castell d'Oliola · Vegeu més fotos d'aquest monument · Carregueu una nova foto d'aquest monument                                          |
| El Gos, Castellnou del Gos                                                                                              | BCIN 1132-MH |                                     | Oliola El Gos                                         | 41° 53′ 10″ N, 1° 08′ 02″ E / 41.886153°N,1.133912°E | RI-51-0006409 | El Gos (Oliola) · Vegeu més fotos d'aquest monument · Carregueu una nova foto d'aquest monument                                           |
| Castellblanc | BCIN 1133-MH | Obra popular Medieval               | Oliola                                                | 41° 48′ 05″ N, 1° 09′ 29″ E / 41.801370°N,1.158033°E | RI-51-0006411 | Castellblanc (Oliola) · Vegeu més fotos d'aquest monument · Carregueu una nova foto d'aquest monument                                     |
| Església de Sant Tirs                                                                                                   |              | Romànic XII                         | Oliola                                                | 41° 52′ 36″ N, 1° 10′ 30″ E / 41.876798°N,1.174897°E | IPA-420       | Església de Sant Tirs (Oliola) · Vegeu més fotos d'aquest monument · Carregueu una nova foto d'aquest monument                            |
| Església parroquial de Santa Maria de Coscó                                                                             |              | Romànic, barroc XII-XIII, XVIII     | Oliola Pl. de l'Església, Coscó                       | 41° 49′ 20″ N, 1° 09′ 47″ E / 41.822163°N,1.163023°E | IPA-421       | Esglesia parroquial de Santa Maria de Coscó (Oliola) · Vegeu més fotos d'aquest monument · Carregueu una nova foto d'aquest monument      |
| Santa Magdalena dels Arquells                                                                                           |              | Romànic XI-XII, XIV-XV, XVIII       | Oliola                                                | 41° 48′ 10″ N, 1° 08′ 51″ E / 41.802867°N,1.147395°E | IPA-22259     | Santa Magdalena dels Arquells (Oliola) · Vegeu més fotos d'aquest monument · Carregueu una nova foto d'aquest monument                    |
| Sant Joan de Mas Trilla                                                                                                 |              | Obra popular XVIII                  | Oliola Mas d'en Trilla                                | 41° 47′ 23″ N, 1° 10′ 06″ E / 41.789855°N,1.168243°E | IPA-22260     | Sant Joan de Mas Trilla (Oliola) · Vegeu més fotos d'aquest monument · Carregueu una nova foto d'aquest monument                          |
| Església de Sant Antoni Abat                                                                                            |              | Obra popular XVIII                  | Oliola Renant                                         | 41° 47′ 34″ N, 1° 09′ 58″ E / 41.792646°N,1.166244°E | IPA-22261     | Església de Sant Antoni Abat (Oliola) · Vegeu més fotos d'aquest monument · Carregueu una nova foto d'aquest monument                     |
| El Pou de Cal Pere Pau                                                                                                  |              | Obra popular XIX                    | Oliola                                                |                                                      | IPA-22263     | Carregueu una nova foto d'aquest monument                                                                                                 |
| Església de la Mare de Déu del Carme de Claret                                                                          |              | Historicisme XX                     | Oliola Claret                                         | 41° 51′ 25″ N, 1° 09′ 23″ E / 41.856828°N,1.156526°E | IPA-22264     | Església de la Mare de Déu del Carme de Claret (Oliola) · Vegeu més fotos d'aquest monument · Carregueu una nova foto d'aquest monument   |
| Església de la Mare de Déu del Pilar de Canosa                                                                          |              | Obra popular XIX                    | Oliola Canosa, prop de Claret                         | 41° 49′ 59″ N, 1° 08′ 42″ E / 41.833145°N,1.144991°E | IPA-22265     | Església de la Mare de Déu del Pilar de Canosa (Oliola) · Vegeu més fotos d'aquest monument · Carregueu una nova foto d'aquest monument   |
| Santa Magdalena de Maravella                                                                                            |              | Obra popular XVIII                  | Oliola Maravella                                      | 41° 50′ 53″ N, 1° 10′ 19″ E / 41.848180°N,1.171909°E | IPA-22266     | Santa Magdalena de Maravella (Oliola) · Vegeu més fotos d'aquest monument · Carregueu una nova foto d'aquest monument                     |
| Una torre |              |                                     | Oliola                                                | 41° 52′ 35″ N, 1° 10′ 26″ E / 41.876469°N,1.173997°E | IPA-22267     | Una torre (Oliola) · Vegeu més fotos d'aquest monument · Carregueu una nova foto d'aquest monument                                        |
| Església parroquial de Sant Sebastià del Gos                                                                            |              | Romànic XIII                        | Oliola Ctra. C-14, km 112, el Gos                     | 41° 53′ 23″ N, 1° 08′ 44″ E / 41.889603°N,1.145622°E | IPA-22272     | Església parroquial de Sant Sebastià del Gos (Oliola) · Vegeu més fotos d'aquest monument · Carregueu una nova foto d'aquest monument     |
| Cal Mallol |              | Historicisme XX Inici               | Oliola El Gos                                         | 41° 53′ 19″ N, 1° 08′ 44″ E / 41.888560°N,1.145607°E | IPA-22273     | Cal Mallol (Oliola) · Vegeu més fotos d'aquest monument · Carregueu una nova foto d'aquest monument                                       |
| Cal Granollers |              | Obra popular XVIII                  | Oliola Pl. Major, Plandogau                           | 41° 52′ 02″ N, 1° 12′ 32″ E / 41.867175°N,1.208983°E | IPA-22275     | Cal Granollers de Plandogau (Oliola) · Vegeu més fotos d'aquest monument · Carregueu una nova foto d'aquest monument                      |
| Església de Santa Maria de Plandogau                                                                                    |              | Romànic, barroc XII-XIII, XVIII-XIX | Oliola Plandogau                                      | 41° 52′ 03″ N, 1° 12′ 37″ E / 41.867400°N,1.210226°E | IPA-22276     | Església de Santa Maria de Plandogau (Oliola) · Vegeu més fotos d'aquest monument · Carregueu una nova foto d'aquest monument             |
| Església de Santa Maria de la Serra de Castellar, Església de la Mare de Déu del Roser                                  |              | Romànic, obra popular XII, XVIII    | Oliola Serra del Castellar, camí del mas de Castellar | 41° 54′ 44″ N, 1° 13′ 38″ E / 41.912179°N,1.227189°E | IPA-41366     | Església de Santa Maria de la Serra de Castellar (Oliola) · Vegeu més fotos d'aquest monument · Carregueu una nova foto d'aquest monument |
| Església de Sant Silvestre de Serralta, Sant Silvestre de la Serra de Dalt, Ecclesiam Sancti Silvestri de Monte Madrona |              | Romànic, obra popular XI-XII, XVIII | Oliola Prop del Mas d'en Pla                          | 41° 55′ 57″ N, 1° 13′ 30″ E / 41.932626°N,1.224910°E | IPA-41367     | Església de Sant Silvestre de Serralta (Oliola) · Vegeu més fotos d'aquest monument · Carregueu una nova foto d'aquest monument           |

## Os de Balaguer
Vegeu la llista de monuments d'Os de Balaguer

## Penelles
| Monument                                         | Protecció | Estil/època                                      | Localització                                                      | Coordenades                                              | Codi?     | Imatge |
| ------------------------------------------------ | --------- | ------------------------------------------------ | ----------------------------------------------------------------- | -------------------------------------------------------- | --------- | --- |
| Església de Sant Joan Baptista, o Església vella |           | Obra popular XVI-XVII                            | Penelles C. del Carme, 2                                          | 41° 45′ 27″ N, 0° 57′ 54″ E / 41.757532°N,0.965070°E     | IPA-22297 | Església de Sant Joan Baptista (Penelles) · Vegeu més fotos d'aquest monument · Carregueu una nova foto d'aquest monument            |
| Església parroquial de Sant Joan Baptista        |           | Darreres tendències XX Mitjan                    | Penelles Pl. Pius XII                                             | 41° 45′ 30″ N, 0° 57′ 55″ E / 41.758372°N,0.965193°E     | IPA-22298 | Església parroquial de Sant Joan Baptista (Penelles) · Vegeu més fotos d'aquest monument · Carregueu una nova foto d'aquest monument |
| Creu de terme                                    |           | Gòtic XV                                         | Penelles Cruïlla C. del Carme - c. del Dr. Francesc Font i Gasset | 41° 45′ 30″ N, 0° 57′ 54″ E / 41.758452°N,0.964902°E     | IPA-30768 | Creu de terme (Penelles) · Vegeu més fotos d'aquest monument · Carregueu una nova foto d'aquest monument                             |
| Font de la plaça de la Font                      |           | Obra popular XIX                                 | Penelles Pl. de la Font                                           | 41° 45′ 26″ N, 0° 57′ 54″ E / 41.757250°N,0.964922°E     | IPA-30785 | Font de la plaça de la Font (Penelles) · Vegeu més fotos d'aquest monument · Carregueu una nova foto d'aquest monument               |
| Castell del Remei i Santuari del Remei           |           | Historicisme, noucentisme XIX, XX                | Penelles Camí de Boldú, Torreneral                                | 41° 43′ 11″ N, 0° 58′ 17″ E / 41.719860°N,0.971387°E     | IPA-30789 | Castell i santuari del Remei (Penelles) · Vegeu més fotos d'aquest monument · Carregueu una nova foto d'aquest monument              |
| Cal Baró                                         |           | Renaixement, obra popular XVI, XVIII             | Penelles Bellestar                                                | 41° 44′ 01″ N, 0° 55′ 25″ E / 41.73365202°N,0.92369791°E | IPA-30792 | Carregueu una nova foto d'aquest monument                                                                                            |
| Molí del Remei                                   |           | Obra popular XIX-XX                              | Penelles Esquerra del canal d'Urgell                              | 41° 43′ 10″ N, 0° 58′ 08″ E / 41.719496°N,0.968933°E     | IPA-37098 | Molí del Remei (Penelles) · Vegeu més fotos d'aquest monument · Carregueu una nova foto d'aquest monument                            |
| Safareig de Penelles                             | BCIL 2008 | Obra popular XIX Final                           | Penelles Camí de les Roques                                       | 41° 45′ 29″ N, 0° 57′ 42″ E / 41.758027°N,0.961629°E     | IPA-37261 | Safareig de Penelles · Vegeu més fotos d'aquest monument · Carregueu una nova foto d'aquest monument                                 |
| Granja Sant Vicent Ferrer                        |           | Racionalisme, Noucentisme, obra popular XX Inici | Penelles Carretera LV-3331, km.3, Bellestar                       | 41° 43′ 51″ N, 0° 55′ 39″ E / 41.730709°N,0.927473°E     | IPA-41369 | Granja Sant Vicent Ferrer · Vegeu més fotos d'aquest monument · Carregueu una nova foto d'aquest monument                            |

## Ponts
| Monument                                                 | Protecció    | Estil/època               | Localització                     | Coordenades                                          | Codi?         | Imatge |
| -------------------------------------------------------- | ------------ | ------------------------- | -------------------------------- | ---------------------------------------------------- | ------------- | --- |
| Església de Sant Pere de Ponts                           | BCIN 180-MH  | Romànic XII               | Ponts                            | 41° 54′ 59″ N, 1° 11′ 48″ E / 41.916464°N,1.196674°E | RI-51-0000694 | Església de Sant Pere de Ponts · Vegeu més fotos d'aquest monument · Carregueu una nova foto d'aquest monument                         |
| Castell de Ponts                                         | BCIN 1296-MH | Obra popular Medieval     | Ponts                            | 41° 55′ 02″ N, 1° 11′ 41″ E / 41.917284°N,1.194731°E | RI-51-0006443 | Castell de Ponts · Vegeu més fotos d'aquest monument · Carregueu una nova foto d'aquest monument                                       |
| Torre del Cargol, o Força d'Estany                       | BCIN 1297-MH | Romànic X, XI-XII         | Ponts                            | 41° 53′ 39″ N, 1° 08′ 08″ E / 41.894206°N,1.135667°E | RI-51-0006444 | Torre del Cargol (Ponts) · Vegeu més fotos d'aquest monument · Carregueu una nova foto d'aquest monument                               |
| El Castellot, Castellot de Sant Joan                     | BCIN 1298-MH |                           | Ponts Torreblanca                | 41° 56′ 17″ N, 1° 09′ 38″ E / 41.938039°N,1.160547°E | RI-51-0006445 | El Castellot (Ponts) · Vegeu més fotos d'aquest monument · Carregueu una nova foto d'aquest monument                                   |
| Església parroquial de Sant Pere i Santa Maria           |              | Gòtic XV, XIX-XX          | Ponts Pl. de l'Església          | 41° 55′ 04″ N, 1° 11′ 17″ E / 41.917724°N,1.188017°E | IPA-22300     | Església parroquial de Sant Pere i Santa Maria (Ponts) · Vegeu més fotos d'aquest monument · Carregueu una nova foto d'aquest monument |
| Cal Prat                                                 |              | Obra popular XIX-XX       | Ponts Ctra. de Lleida, 8         | 41° 54′ 55″ N, 1° 11′ 04″ E / 41.915216°N,1.184350°E | IPA-22302     | Cal Prat (Ponts) · Vegeu més fotos d'aquest monument · Carregueu una nova foto d'aquest monument                                       |
| Guarderia Laboral Germandat de Jesús Maestro, l'Hospital |              | Obra popular XIX Mitjan   | Ponts Santa Maria                | 41° 55′ 03″ N, 1° 11′ 17″ E / 41.917372°N,1.188000°E | IPA-22303     | Guarderia Laboral Germandat de Jesús Maestro (Ponts) · Vegeu més fotos d'aquest monument · Carregueu una nova foto d'aquest monument   |
| Carrer Major                                             |              | Obra popular XVIII-XX     | Ponts Santa Maria                | 41° 54′ 59″ N, 1° 11′ 11″ E / 41.916372°N,1.186512°E | IPA-22304     | Carrer Major (Ponts) · Vegeu més fotos d'aquest monument · Carregueu una nova foto d'aquest monument                                   |
| Església de Sant Joan de Torreblanca                     |              | Obra popular XVII         | Ponts Torreblanca                | 41° 55′ 56″ N, 1° 08′ 52″ E / 41.932222°N,1.147913°E | IPA-22306     | Església de Sant Joan de Torreblanca (Ponts) · Vegeu més fotos d'aquest monument · Carregueu una nova foto d'aquest monument           |
| Cal Tugues                                               |              | Obra popular XVIII Mitjan | Ponts Torreblanca                | 41° 55′ 56″ N, 1° 08′ 50″ E / 41.932130°N,1.147119°E | IPA-22307     | Cal Tugues (Ponts) · Vegeu més fotos d'aquest monument · Carregueu una nova foto d'aquest monument                                     |
| Casal a Torreblanca                                      |              | Obra popular XIX Mitjan   | Ponts Torreblanca                | 41° 55′ 56″ N, 1° 08′ 50″ E / 41.932244°N,1.147213°E | IPA-22308     | Casal a Torreblanca (Ponts) · Vegeu més fotos d'aquest monument · Carregueu una nova foto d'aquest monument                            |
| Mas de n'Olives                                          |              | Obra popular XVIII Final  | Ponts Camí de Torreblanca        | 41° 55′ 35″ N, 1° 08′ 18″ E / 41.926454°N,1.138371°E | IPA-22309     | Mas de n'Olives (Ponts) · Vegeu més fotos d'aquest monument · Carregueu una nova foto d'aquest monument                                |
| Capella de Santa Cecília de Torreblanca                  |              | Romànic XI                | Ponts Torreblanca                | 41° 55′ 23″ N, 1° 08′ 05″ E / 41.923079°N,1.134584°E | IPA-22310     | Capella de Santa Cecília de Torreblanca (Ponts) · Vegeu més fotos d'aquest monument · Carregueu una nova foto d'aquest monument        |
| Molí de Fígols                                           |              | Obra popular XVIII-XIX    | Ponts Esquerra del riu Llogregós | 41° 54′ 43″ N, 1° 10′ 23″ E / 41.911986°N,1.172986°E | IPA-37099     | Carregueu una nova foto d'aquest monument                                                                                              |
| Molí de la Garriga                                       |              | Obra popular XIX-XX       | Ponts Esquerra del riu Llogregós | 41° 53′ 40″ N, 1° 12′ 00″ E / 41.894377°N,1.199891°E | IPA-37101     | Carregueu una nova foto d'aquest monument                                                                                              |
| Església de Sant Bartomeu, Sant Bartomeu del Tossal      |              | Romànic, barroc XI, XV    | Ponts El Tossal                  | 41° 55′ 07″ N, 1° 08′ 48″ E / 41.91848°N,1.14673°E   | IPA-40114     | Església de Sant Bartomeu (Ponts) · Vegeu més fotos d'aquest monument · Carregueu una nova foto d'aquest monument                      |
| Sant Domènec dels Tossals, Sant Domènec de Mitja Costa   |              | Romànic XIII              | Ponts Obaga de Sant Domènec      | 41° 54′ 32″ N, 1° 09′ 00″ E / 41.90881°N,1.14992°E   | IPA-41370     | Sant Domènec dels Tossals (Ponts) · Vegeu més fotos d'aquest monument · Carregueu una nova foto d'aquest monument                      |
| Sant Joan de Torreblanca del castell                     |              | Romànic XII               | Ponts                            | 41° 56′ 15″ N, 1° 09′ 36″ E / 41.937453°N,1.159869°E | IPA-46786     | Sant Joan de Torreblanca (Ponts) · Vegeu més fotos d'aquest monument · Carregueu una nova foto d'aquest monument                       |

## Preixens
| Monument | Protecció    | Estil/època                           | Localització                             | Coordenades                                          | Codi?         | Imatge |
| --- | ------------ | ------------------------------------- | ---------------------------------------- | ---------------------------------------------------- | ------------- | --- |
| Castell de Preixens                                                                                           | BCIN 1320-MH | Gòtic tardà XVI                       | Preixens                                 | 41° 47′ 40″ N, 1° 03′ 03″ E / 41.794474°N,1.050889°E | RI-51-0006448 | Castell de Preixens · Vegeu més fotos d'aquest monument · Carregueu una nova foto d'aquest monument                               |
| Castell de Pradell de Sió, o Castell de Quermançó                                                             | BCIN 4026-MH | Obra popular, gòtic XV, XVIII         | Preixens                                 | 41° 47′ 51″ N, 1° 01′ 44″ E / 41.797425°N,1.028990°E | IPA-37618     | Castell de Pradell de Sió (Preixens) · Vegeu més fotos d'aquest monument · Carregueu una nova foto d'aquest monument              |
| Església de Sant Pere                                                                                         | BCIL 2008    | Neoclassicisme XVIII                  | Preixens C. Muralla                      | 41° 47′ 38″ N, 1° 03′ 04″ E / 41.794000°N,1.051117°E | IPA-437       | Església de Sant Pere (Preixens) · Vegeu més fotos d'aquest monument · Carregueu una nova foto d'aquest monument                  |
| Església de Sant Pere de les Ventoses                                                                         | BCIL 2008    | Romànic, obra popular XII-XIII, XVIII | Preixens Pl. de l'Església, les Ventoses | 41° 47′ 47″ N, 1° 00′ 45″ E / 41.796391°N,1.012591°E | IPA-22317     | Església de Sant Pere de les Ventoses (Preixens) · Vegeu més fotos d'aquest monument · Carregueu una nova foto d'aquest monument  |
| Santuari de la Mare de Déu de la Gorga                                                                        |              | Romànic, barroc XIII, XVIII           | Preixens Prop de Mafet                   | 41° 49′ 16″ N, 1° 04′ 38″ E / 41.821243°N,1.077226°E | IPA-22318     | Santuari de la Mare de Déu de la Gorga (Preixens) · Vegeu més fotos d'aquest monument · Carregueu una nova foto d'aquest monument |
| Molí del Grau, o Molí de Preixens                                                                             |              | Obra popular XVIII-XX                 | Preixens C. Carretera d'Agramunt, 2      | 41° 47′ 37″ N, 1° 03′ 03″ E / 41.793605°N,1.050845°E | IPA-37102     | Carregueu una nova foto d'aquest monument                                                                                         |
| Molí de Ventosses, o Molí del Talavera                                                                        |              | Obra popular XVIII-XX                 | Preixens A frec del poble                | 41° 47′ 42″ N, 1° 00′ 42″ E / 41.794981°N,1.011726°E | IPA-37103     | Carregueu una nova foto d'aquest monument                                                                                         |
| Muralla de les Ventoses                                                                                       | BCIL 2008    | XII                                   | Preixens Les Ventoses                    | 41° 47′ 46″ N, 1° 00′ 45″ E / 41.796244°N,1.012405°E | IPA-37736     | Muralla de les Ventoses (Preixens) · Vegeu més fotos d'aquest monument · Carregueu una nova foto d'aquest monument                |
| Església parroquial de Pradell, Església de Santa Maria, Església de la Mare de Déu de l'Assumpció de Pradell | BCIL 2008    | Obra popular XVIII                    | Preixens Pl. de l'Església, Pradell      | 41° 47′ 51″ N, 1° 01′ 45″ E / 41.79741°N,1.02925°E   | IPA-49271     | Carregueu una nova foto d'aquest monument                                                                                         |

## La Sentiu de Sió
| Monument                                     | Protecció    | Estil/època           | Localització                              | Coordenades                                          | Codi?         | Imatge |
| -------------------------------------------- | ------------ | --------------------- | ----------------------------------------- | ---------------------------------------------------- | ------------- | --- |
| Castell de la Sentiu, o Guàrdia de la Sentiu | BCIN 1554-MH |                       | La Sentiu de Sió                          | 41° 48′ 15″ N, 0° 52′ 47″ E / 41.804278°N,0.879775°E | RI-51-0006481 | Castell de la Sentiu (la Sentiu de Sió) · Vegeu més fotos d'aquest monument · Carregueu una nova foto d'aquest monument             |
| Església de Sant Miquel                      |              | Neoclassicisme XIX    | La Sentiu de Sió C. de l'Església         | 41° 48′ 16″ N, 0° 52′ 48″ E / 41.804325°N,0.880045°E | IPA-22320     | Església de Sant Miquel (la Sentiu de Sió) · Vegeu més fotos d'aquest monument · Carregueu una nova foto d'aquest monument          |
| Església de Sant Jordi de Muller             |              | Historicisme XX Inici | La Sentiu de Sió Sant Jordi de Muller     | 41° 47′ 53″ N, 0° 50′ 12″ E / 41.798136°N,0.836615°E | IPA-22321     | Església de Sant Jordi de Muller (la Sentiu de Sió) · Vegeu més fotos d'aquest monument · Carregueu una nova foto d'aquest monument |
| Ermita de la Mare de Déu                     |              | Obra popular XX Final | La Sentiu de Sió                          | 41° 48′ 12″ N, 0° 53′ 01″ E / 41.803286°N,0.883495°E | IPA-22322     | Ermita de la Mare de Déu (la Sentiu de Sió) · Vegeu més fotos d'aquest monument · Carregueu una nova foto d'aquest monument         |
| Cal Morros                                   |              | Neoclassicisme XVIII  | La Sentiu de Sió C. de l'Aubaga, 1        | 41° 48′ 18″ N, 0° 52′ 43″ E / 41.804911°N,0.878696°E | IPA-22323     | Cal Morros (la Sentiu de Sió) · Vegeu més fotos d'aquest monument · Carregueu una nova foto d'aquest monument                       |
| El Portell                                   |              | Obra popular XII-XIV  | La Sentiu de Sió C. de l'Església - Ubaga | 41° 48′ 17″ N, 0° 52′ 45″ E / 41.80473°N,0.87907°E   | IPA-22325     | Carregueu una nova foto d'aquest monument                                                                                           |
| Cal Cinto                                    |              | Noucentisme XX Inici  | La Sentiu de Sió C. de Joan Solsona, 1    | 41° 48′ 19″ N, 0° 52′ 40″ E / 41.805315°N,0.877713°E | IPA-22326     | Cal Cinto (la Sentiu de Sió) · Vegeu més fotos d'aquest monument · Carregueu una nova foto d'aquest monument                        |

## Térmens
| Monument                                                    | Protecció    | Estil/època                    | Localització                         | Coordenades                                          | Codi?         | Imatge |
| ----------------------------------------------------------- | ------------ | ------------------------------ | ------------------------------------ | ---------------------------------------------------- | ------------- | --- |
| Antiga església de Sant Joan, o Església Vella de Sant Joan | BCIN 222-MH  | Gòtic tardà, barroc XIV, XVIII | Térmens Pl. de l'Església            | 41° 43′ 09″ N, 0° 45′ 32″ E / 41.719053°N,0.758905°E | RI-51-0004480 | Antiga església de Sant Joan (Térmens) · Vegeu més fotos d'aquest monument · Carregueu una nova foto d'aquest monument     |
| Castell de Térmens                                          | BCIN 1619-MH |                                | Térmens                              | 41° 43′ 09″ N, 0° 45′ 32″ E / 41.71919°N,0.75895°E   | RI-51-0006503 | Castell de Térmens · Vegeu més fotos d'aquest monument · Carregueu una nova foto d'aquest monument                         |
| Església parroquial de Sant Joan, o Església de Santa Maria |              | Darreres tendències XX Mitjan  | Térmens C. Estació                   | 41° 43′ 03″ N, 0° 45′ 47″ E / 41.717638°N,0.763134°E | IPA-22328     | Església parroquial de Sant Joan (Térmens) · Vegeu més fotos d'aquest monument · Carregueu una nova foto d'aquest monument |
| Carrer Major i plaça de l'Església                          |              | Obra popular XV-XX             | Térmens C. Major i pl. de l'Església | 41° 43′ 08″ N, 0° 45′ 32″ E / 41.71880°N,0.75882°E   | IPA-22330     | Carregueu una nova foto d'aquest monument                                                                                  |
| Antiga fusteria                                             |              | Gòtic tardà XVI-XVII           | Térmens Pl. Manel Beltran            | 41° 43′ 05″ N, 0° 45′ 34″ E / 41.718014°N,0.759425°E | IPA-22331     | Antiga fusteria (Térmens) · Vegeu més fotos d'aquest monument · Carregueu una nova foto d'aquest monument                  |
| Estació de Carrilet                                         |              | Noucentisme XX                 | Térmens Ctra. C-13, km 21,265        | 41° 43′ 04″ N, 0° 45′ 56″ E / 41.71779°N,0.76561°E   | IPA-22333     | Carregueu una nova foto d'aquest monument                                                                                  |
| Habitatge al carrer Major, 7                                |              | Obra popular XVII              | Térmens C. Major, 7                  | 41° 43′ 07″ N, 0° 45′ 32″ E / 41.718480°N,0.758902°E | IPA-22334     | Habitatge al carrer Major, 7 (Térmens) · Vegeu més fotos d'aquest monument · Carregueu una nova foto d'aquest monument     |
| Habitatge al carrer Major, 9                                |              | Obra popular XVII              | Térmens C. Major, 9                  | 41° 43′ 07″ N, 0° 45′ 32″ E / 41.718573°N,0.758888°E | IPA-22335     | Habitatge al carrer Major, 9 (Térmens) · Vegeu més fotos d'aquest monument · Carregueu una nova foto d'aquest monument     |
| Molí                                                        |              | Obra popular XV-XX             | Térmens Camí del riu                 | 41° 43′ 12″ N, 0° 45′ 38″ E / 41.720059°N,0.760447°E | IPA-22336     | Molí (Térmens) · Vegeu més fotos d'aquest monument · Carregueu una nova foto d'aquest monument                             |

## Tiurana
| Monument                           | Protecció    | Estil/època                   | Localització              | Coordenades                                          | Codi?         | Imatge |
| ---------------------------------- | ------------ | ----------------------------- | ------------------------- | ---------------------------------------------------- | ------------- | --- |
| Portal de la vila fortificada      | BCIN 1624-MH | Obra popular XV               | Tiurana                   | 41° 58′ 34″ N, 1° 15′ 20″ E / 41.976013°N,1.255641°E | RI-51-0006505 | Portal de la vila fortificada (Tiurana) · Vegeu més fotos d'aquest monument · Carregueu una nova foto d'aquest monument      |
| Església de Sant Pere              |              | Renaixement, barroc XVI-XVIII | Tiurana C. del Pou        | 41° 58′ 34″ N, 1° 15′ 22″ E / 41.976057°N,1.256042°E | IPA-22338     | Església de Sant Pere (Tiurana) · Vegeu més fotos d'aquest monument · Carregueu una nova foto d'aquest monument              |
| Font                               |              | Obra popular XIX              | Tiurana                   | 41° 58′ 31″ N, 1° 15′ 22″ E / 41.975281°N,1.256054°E | IPA-22340     | Font (Tiurana) · Vegeu més fotos d'aquest monument · Carregueu una nova foto d'aquest monument                               |
| Ermita de Sant Ermengol de Tiurana |              | Romànic XII                   | Tiurana                   | 41° 57′ 54″ N, 1° 14′ 53″ E / 41.965016°N,1.247941°E | IPA-22343     | Ermita de Sant Ermengol de Tiurana · Vegeu més fotos d'aquest monument · Carregueu una nova foto d'aquest monument           |
| Ermita de Nostra Senyora de Solers |              | Obra popular XVII-XVIII       | Tiurana                   | 41° 58′ 34″ N, 1° 15′ 19″ E / 41.976072°N,1.255375°E | IPA-40150     | Ermita de Nostra Senyora de Solers (Tiurana) · Vegeu més fotos d'aquest monument · Carregueu una nova foto d'aquest monument |
| Santa Maria de Cluelles            |              | Romànic XII                   | Tiurana Mas de la Cluella | 41° 56′ 51″ N, 1° 12′ 39″ E / 41.94757°N,1.21089°E   | IPA-41372     | Carregueu una nova foto d'aquest monument                                                                                    |

## Torrelameu
| Monument                                                                 | Protecció | Estil/època                           | Localització                      | Coordenades                                          | Codi?     | Imatge |
| ------------------------------------------------------------------------ | --------- | ------------------------------------- | --------------------------------- | ---------------------------------------------------- | --------- | --- |
| Església parroquial de l'Assumpció, o Església parroquial de Santa Maria |           | Gòtic, neoclassicisme XVI-XVII, XVIII | Torrelameu Pl. de l'Església      | 41° 42′ 18″ N, 0° 42′ 08″ E / 41.704901°N,0.702158°E | IPA-469   | Església parroquial de l'Assumpció (Torrelameu) · Vegeu més fotos d'aquest monument · Carregueu una nova foto d'aquest monument |
| Carrer Major                                                             |           | Obra popular XVII-XVIII               | Torrelameu C. Major               | 41° 42′ 19″ N, 0° 42′ 07″ E / 41.705291°N,0.702054°E | IPA-22345 | Carrer Major (Torrelameu) · Vegeu més fotos d'aquest monument · Carregueu una nova foto d'aquest monument                       |
| Cementiri Municipal de Torrelameu                                        |           | Obra popular XX                       | Torrelameu                        | 41° 42′ 37″ N, 0° 42′ 06″ E / 41.710387°N,0.701764°E | IPA-22346 | Cementiri Municipal de Torrelameu · Vegeu més fotos d'aquest monument · Carregueu una nova foto d'aquest monument               |
| Habitatge al carrer del Forn, 35                                         |           | Obra popular, noucentisme XX          | Torrelameu C. del Forn, 35        | 41° 42′ 18″ N, 0° 42′ 08″ E / 41.705067°N,0.702314°E | IPA-22347 | Habitatge al carrer del Forn, 35 (Torrelameu) · Vegeu més fotos d'aquest monument · Carregueu una nova foto d'aquest monument   |
| Casa Jesús, habitatge al carrer Boteres, 3                               |           | Renaixement XVI-XX                    | Torrelameu C. Boteres, 3          | 41° 42′ 19″ N, 0° 42′ 05″ E / 41.705406°N,0.701268°E | IPA-22348 | Casa Jesús (Torrelameu) · Vegeu més fotos d'aquest monument · Carregueu una nova foto d'aquest monument                         |
| Habitatge al carrer Boteres, 7                                           |           | Renaixement, obra popular XVI-XX      | Torrelameu C. Boteres, 7          | 41° 42′ 19″ N, 0° 42′ 04″ E / 41.705304°N,0.701032°E | IPA-22349 | Habitatge al carrer Boteres, 7 (Torrelameu) · Vegeu més fotos d'aquest monument · Carregueu una nova foto d'aquest monument     |
| Sínia                                                                    |           | Obra popular XVIII-XIX                | Torrelameu Al costat de la séquia |                                                      | IPA-30661 | Carregueu una nova foto d'aquest monument                                                                                       |

## Vallfogona de Balaguer
| Monument | Protecció    | Estil/època                            | Localització                                             | Coordenades                                          | Codi?         | Imatge |
| --- | ------------ | -------------------------------------- | -------------------------------------------------------- | ---------------------------------------------------- | ------------- | --- |
| Castell de la Ràpita                                                                                              | BCIN 1711-MH | XII-XIII, XVI                          | Vallfogona de Balaguer                                   | 41° 47′ 15″ N, 0° 50′ 01″ E / 41.787552°N,0.833610°E | RI-51-0006532 | Castell de la Ràpita (Vallfogona de Balaguer) · Vegeu més fotos d'aquest monument · Carregueu una nova foto d'aquest monument               |
| Creu de terme de la Ràpita                                                                                        | BCIN 4405-MH | Obra popular XVI-XVII                  | Vallfogona de Balaguer C. Prat de la Riba - c. Carretera | 41° 47′ 18″ N, 0° 49′ 20″ E / 41.788252°N,0.822094°E | IPA-46304     | Creu de terme de la Ràpita (Vallfogona de Balaguer) · Vegeu més fotos d'aquest monument · Carregueu una nova foto d'aquest monument         |
| Església parroquial de Sant Miquel                                                                                |              | Neoclassicisme, obra popular XVIII, XX | Vallfogona de Balaguer C. Major, 19                      | 41° 45′ 09″ N, 0° 48′ 55″ E / 41.75240°N,0.81522°E   | IPA-22353     | Església parroquial de Sant Miquel (Vallfogona de Balaguer) · Vegeu més fotos d'aquest monument · Carregueu una nova foto d'aquest monument |
| Església de la Sagrada Família                                                                                    |              | Darreres tendències XX                 | Vallfogona de Balaguer Pl. Santa Margarida               | 41° 46′ 59″ N, 0° 50′ 41″ E / 41.783145°N,0.844681°E | IPA-22355     | Església de la Sagrada Família (Vallfogona de Balaguer) · Vegeu més fotos d'aquest monument · Carregueu una nova foto d'aquest monument     |
| Estació del ferrocarril                                                                                           |              | Noucentisme XX                         | Vallfogona de Balaguer C. de l'Estació                   | 41° 45′ 30″ N, 0° 48′ 25″ E / 41.758446°N,0.806863°E | IPA-22356     | Estació del ferrocarril (Vallfogona de Balaguer) · Modifica el valor a Wikidata · Carregueu una nova foto d'aquest monument                 |
| Estació de Carrilet, Estació de Vallfogona de Balaguer de la línia fèrria de via estreta de Mollerussa a Balaguer |              | Noucentisme XX                         | Vallfogona de Balaguer Ctra. C-13, km 26,650             | 41° 45′ 24″ N, 0° 48′ 21″ E / 41.756692°N,0.805878°E | IPA-22357     | Carregueu una nova foto d'aquest monument                                                                                                   |
| Cal Coronel |              | Obra popular XVIII                     | Vallfogona de Balaguer C. Major, 32                      | 41° 45′ 08″ N, 0° 48′ 55″ E / 41.752127°N,0.815182°E | IPA-22358     | Cal Coronel (Vallfogona de Balaguer) · Vegeu més fotos d'aquest monument · Carregueu una nova foto d'aquest monument                        |
| Cal Foriola |              | Obra popular XVIII                     | Vallfogona de Balaguer C. Major, 15                      | 41° 45′ 08″ N, 0° 48′ 53″ E / 41.752358°N,0.814793°E | IPA-22359     | Cal Foriola (Vallfogona de Balaguer) · Vegeu més fotos d'aquest monument · Carregueu una nova foto d'aquest monument                        |
| Col·legi Salvador Espriu, Escola Salvador Espriu, CEIP Salvador Espriu                                            |              | Noucentisme XX                         | Vallfogona de Balaguer Pl. Sant Miquel, 4                | 41° 45′ 10″ N, 0° 48′ 48″ E / 41.752639°N,0.813241°E | IPA-40152     | Carregueu una nova foto d'aquest monument                                                                                                   |
| Safareig de Vallfogona de Balaguer                                                                                | BCIL 2014    |                                        | Vallfogona de Balaguer                                   | 41° 45′ 06″ N, 0° 49′ 05″ E / 41.751731°N,0.818162°E | IPA-40153     | Safareig de Vallfogona de Balaguer · Vegeu més fotos d'aquest monument · Carregueu una nova foto d'aquest monument                          |

## Vilanova de l'Aguda
| Monument                                                                               | Protecció    | Estil/època                              | Localització                                   | Coordenades                                          | Codi?         | Imatge |
| -------------------------------------------------------------------------------------- | ------------ | ---------------------------------------- | ---------------------------------------------- | ---------------------------------------------------- | ------------- | --- |
| Castell de Ribelles                                                                    | BCIN 444-MH  | Historicisme XI-XX                       | Vilanova de l'Aguda                            | 41° 53′ 01″ N, 1° 16′ 40″ E / 41.883649°N,1.277781°E | RI-51-0006539 | Castell de Ribelles (Vilanova de l'Aguda) · Vegeu més fotos d'aquest monument · Carregueu una nova foto d'aquest monument                                |
| Castell de l'Aguda, o Castell de Valldàries                                            | BCIN 1783-MH | Romànic XI                               | Vilanova de l'Aguda                            | 41° 56′ 16″ N, 1° 16′ 07″ E / 41.937857°N,1.268642°E | RI-51-0006538 | Castell de l'Aguda (Vilanova de l'Aguda) · Vegeu més fotos d'aquest monument · Carregueu una nova foto d'aquest monument                                 |
| Restes de fortificacions a Vilanova de l'Aguda                                         | BCIN 1784-MH | Medieval                                 | Vilanova de l'Aguda                            | 41° 54′ 39″ N, 1° 15′ 09″ E / 41.910697°N,1.252396°E | RI-51-0006540 | Restes de fortificacions a Vilanova de l'Aguda · Vegeu més fotos d'aquest monument · Carregueu una nova foto d'aquest monument                           |
| Església de Sant Salvador de Vilalta                                                   | BCIN 1972-MH | Neoclassicisme XIX                       | Vilanova de l'Aguda Pl. de l'Església, Vilalta | 41° 51′ 02″ N, 1° 14′ 29″ E / 41.850651°N,1.241284°E | IPA-19826     | Església de Sant Salvador de Vilalta (Vilanova de l'Aguda) · Vegeu més fotos d'aquest monument · Carregueu una nova foto d'aquest monument               |
| Església parroquial de Sant Miquel de Valldàries, o Sant Miquel del Castell de l'Aguda |              | Romànic XI                               | Vilanova de l'Aguda Castell de l'Aguda         | 41° 56′ 14″ N, 1° 16′ 09″ E / 41.937100°N,1.269109°E | IPA-515       | Església parroquial de Sant Miquel de Valldàries (Vilanova de l'Aguda) · Vegeu més fotos d'aquest monument · Carregueu una nova foto d'aquest monument   |
| Ermita de Santa Perpètua                                                               |              | Obra popular XVIII                       | Vilanova de l'Aguda                            | 41° 55′ 49″ N, 1° 15′ 17″ E / 41.93027°N,1.25479°E   | IPA-22364     | Ermita de Santa Perpètua (Vilanova de l'Aguda) · Vegeu més fotos d'aquest monument · Carregueu una nova foto d'aquest monument                           |
| Església de Santa Maria de les Omedes                                                  |              | Romànic XII-XIII                         | Vilanova de l'Aguda                            | 41° 55′ 18″ N, 1° 15′ 45″ E / 41.921681°N,1.262555°E | IPA-22365     | Església de Santa Maria de les Omedes (Vilanova de l'Aguda) · Vegeu més fotos d'aquest monument · Carregueu una nova foto d'aquest monument              |
| Carrer Major                                                                           |              | Obra popular XV-XVI, XVII-XVIII, XIX-XX  | Vilanova de l'Aguda C. Major                   | 41° 54′ 40″ N, 1° 15′ 09″ E / 41.911021°N,1.252369°E | IPA-22366     | Carrer del Germà Joaquim Donato (Vilanova de l'Aguda) · Vegeu més fotos d'aquest monument · Carregueu una nova foto d'aquest monument                    |
| Església parroquial de Santa Maria                                                     |              | Renaixement, obra popular XVII-XX        | Vilanova de l'Aguda Pl. de l'Església          | 41° 54′ 38″ N, 1° 15′ 07″ E / 41.910631°N,1.252073°E | IPA-22368     | Església parroquial de Santa Maria (Vilanova de l'Aguda) · Vegeu més fotos d'aquest monument · Carregueu una nova foto d'aquest monument                 |
| Església de Sant Salvador de l'Alzina de Ribelles                                      |              | Obra popular XVII                        | Vilanova de l'Aguda L'Alzina de Ribelles       | 41° 52′ 01″ N, 1° 14′ 29″ E / 41.866903°N,1.241474°E | IPA-22370     | Església de Sant Salvador de l'Alzina de Ribelles (Vilanova de l'Aguda) · Vegeu més fotos d'aquest monument · Carregueu una nova foto d'aquest monument  |
| Ermita de la Mare de Déu dels Esclopets a l'Alzina                                     |              | Obra popular XVIII-XIX                   | Vilanova de l'Aguda L'Alzina de Ribelles       | 41° 52′ 38″ N, 1° 16′ 57″ E / 41.877259°N,1.282453°E | IPA-22371     | Ermita de la Mare de Déu dels Esclopets a l'Alzina (Vilanova de l'Aguda) · Vegeu més fotos d'aquest monument · Carregueu una nova foto d'aquest monument |
| Ermita de Sant Magí a Guardiola                                                        |              | Obra popular XVIII-XX                    | Vilanova de l'Aguda Guardiola                  | 41° 49′ 38″ N, 1° 13′ 13″ E / 41.827151°N,1.220270°E | IPA-22373     | Ermita de Sant Magí a Guardiola (Vilanova de l'Aguda) · Vegeu més fotos d'aquest monument · Carregueu una nova foto d'aquest monument                    |
| Església de Sant Martí a Guardiola                                                     |              | Obra popular XVII                        | Vilanova de l'Aguda Guardiola                  | 41° 49′ 50″ N, 1° 13′ 20″ E / 41.830658°N,1.222350°E | IPA-22374     | Església de Sant Martí a Guardiola (Vilanova de l'Aguda) · Vegeu més fotos d'aquest monument · Carregueu una nova foto d'aquest monument                 |
| Mausoleu dels Barons de Ribelles                                                       |              | Historicisme, obra popular XVIII-XIX, XX | Vilanova de l'Aguda Ribelles                   | 41° 53′ 01″ N, 1° 16′ 40″ E / 41.883487°N,1.277785°E | IPA-22376     | Mausoleu dels Barons de Ribelles (Vilanova de l'Aguda) · Vegeu més fotos d'aquest monument · Carregueu una nova foto d'aquest monument                   |
| Església de Santa Maria del Castell de Ribelles                                        |              | Romànic, barroc XI-XII, XVII-XVIII       | Vilanova de l'Aguda Castell de Ribelles        | 41° 53′ 00″ N, 1° 16′ 43″ E / 41.883431°N,1.278663°E | IPA-22377     | Església de Santa Maria del Castell de Ribelles (Vilanova de l'Aguda) · Vegeu més fotos d'aquest monument · Carregueu una nova foto d'aquest monument    |
| Sant Martí de la Figuera de l'Aguda                                                    |              | Romànic XI                               | Vilanova de l'Aguda Figuera de l'Aguda         | 41° 53′ 45″ N, 1° 16′ 01″ E / 41.895936°N,1.266977°E | IPA-30899     | Sant Martí de la Figuera de l'Aguda (Vilanova de l'Aguda) · Vegeu més fotos d'aquest monument · Carregueu una nova foto d'aquest monument                |
| Castell de la Figuera de l'Aguda                                                       |              | Romànic XII                              | Vilanova de l'Aguda Figuera de l'Aguda         | 41° 53′ 48″ N, 1° 16′ 02″ E / 41.896607°N,1.267144°E | IPA-30900     | Castell de la Figuera de l'Aguda (Vilanova de l'Aguda) · Vegeu més fotos d'aquest monument · Carregueu una nova foto d'aquest monument                   |
| Pont de Ribelles                                                                       |              | Obra popular XIX                         | Vilanova de l'Aguda                            | 41° 52′ 51″ N, 1° 15′ 15″ E / 41.880755°N,1.254032°E | IPA-36939     | Pont de Ribelles (Vilanova de l'Aguda) · Vegeu més fotos d'aquest monument · Carregueu una nova foto d'aquest monument                                   |
| Molí de Ribelles, o Molí de la Torre de Ribelles                                       |              | Obra popular XVIII-XX                    | Vilanova de l'Aguda Dreta del riu Llobregós    | 41° 52′ 59″ N, 1° 15′ 23″ E / 41.883158°N,1.256407°E | IPA-37104     | Molí de Ribelles (Vilanova de l'Aguda) · Vegeu més fotos d'aquest monument · Carregueu una nova foto d'aquest monument                                   |

## Vilanova de Meià
Vegeu la llista de monuments de Vilanova de Meià